# قص ما ورائي

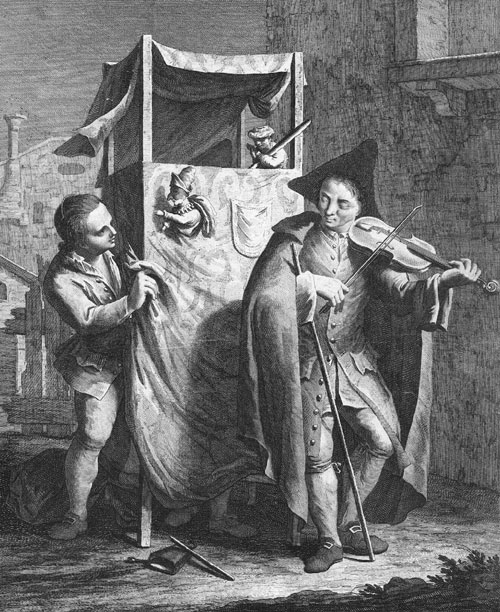

الخيال الما ورائي أو ما وراء الخيال أو القص الما ورائي (بالإنجليزية: Metafiction)‏، هو نوع من الكتابة السردية، ذاتية الانعكاس، تتمثل في وجود تخيل فوق التخيل الأصلي، و تعليق النص على نفسه و طريقة سرده و هويته، أي أن النص يمتلك وعيا ذاتيا يكسر من خلاله الحاجز بين الواقع و الخيال. يظهر القص الما ورائي في أشكال مختلفة: عندما يقطع الكاتب حبكة النص ليشرح شيئا معينا، أو عندما يطلق أحكاما على النص أو طريقة صياغته أو التقنيات السردية الأدبية، بصفة عامة. في حالات أخرى، يتمظهر القص الما ورائي بلسان الشخصيات. المصطلح يستعمل أيضا في المسرح و الشعر.

## تأثيل
أول من استعمل المصطلح هو الناقد وليام غاس (بالإنجليزية: William Howard Gass)‏، سنة 1970، عندما كتب مقالا وصف فيه الرواية ذات النزعة الانعكاسية الذاتية (بالإنجليزية: self-reflexivity)‏ بما وراء القص metafiction. إلا أن أول من قدم نظرية متكاملة للمفهوم، كان الناقدة ليندا هتشيون في كتابها السرد النرجسي: مفارقة ما وراء القص (بالإنجليزية: Narcissistic Narrative: The Metafictional Paradox)‏ الذي صدر سنة 1980.
مفهوم الميتاسرد أو الميتاحكي هو أقرب إلى التداول في الخطاب النقدي ذي المرجعية الفرنسية. ومن أهم الدراسات في هذا المجال:
Lucien Dällenbach,Le récit spéculaire essais sur la mise en abyme

## أمثلة
- رواية ضباب لميغيل دي أونامونو.[2]
- دون كيخوتي لميغيل دي ثيربانتيس.[2]